# Alexandre de Saxe-Gessaphe
Titre
Prétendant au trône de Saxe
Depuis le 23 juillet 2012
(13 ans et 12 jours)
Alexandre de Saxe-Gessaphe, né Alejandro Afif, né le 12 février 1954 à Munich, est une personnalité de l'aristocratie allemande, membre de la Maison de Saxe. Depuis 2012, il est un des prétendants au trône de Saxe.

## Biographie
Fils de Roberto Afif (1916-1978), dit prince de Gessaphe,, et de la princesse Anne de Saxe (1929-2012), Alexandre est le neveu d'Emmanuel de Saxe, margrave de Misnie, chef de la Maison de Saxe de 1968 à 2012.
Sans descendance, son oncle Emmanuel de Saxe le désigne comme son héritier, en dépit du fait que le mariage de ses parents soit morganatique, c'est-à-dire non conforme aux règles dynastiques de succession de la Maison de Saxe. Le 14 mai 1997, un accord est signé par plusieurs membres de la famille de Saxe, dont le prince Albert, frère cadet d'Emmanuel et son successeur immédiat, qui entérine la succession. Le 1er juillet 1999, Alexandre est adopté par son oncle Emmanuel de Saxe et porte dès lors, à l'état-civil, le nom d'Alexander Prinz von Sachsen et, par courtoisie, le titre de Prince de Saxe-Gessaphe. Cependant cet accord demeure sujet à caution et en 2002 plusieurs signataires se rétractent, dont le prince Albert qui considère que la lignée doit se poursuivre avec le prince Ruediger de Saxe (lui-même issu d'une union morganatique).
À la mort du Emmanuel de Saxe en juillet 2012, Alexandre de Saxe-Gessaphe et son oncle Albert de Saxe déclarent chacun assumer la position de chef de la Maison de Saxe. Lors des funérailles à la cathédrale de Dresde (Katholische Hofkirche), une manifestation menée par le prince Ruediger a lieu devant l'édifice pour protester contre la décision de feu Emmanuel de Saxe qui désigne Alexandre de Saxe-Gessaphe comme nouveau margrave de Misnie et chef de la Maison de Saxe.
Depuis la mort d'Albert de Saxe le 6 octobre 2012, le titre de chef de la Maison de Saxe est donc disputé entre les princes Alexandre et Ruediger, puis – à partir du 29 mars 2022 à la mort de ce dernier – entre le prince Alexandre et le fils du prince Ruediger, le prince Daniel de Saxe.

## Famille
Alexandre de Saxe-Gessaphe a épousé, le 3 avril 1987, la princesse Gisèle de Bavière (th) (née en 1964), fille du prince Rasso de Bavière et de l'archiduchesse Thérèse de Habsbourg-Toscane (fille de l'archiduc Théodore Salvator de Habsbourg-Toscane). Le prince Alexandre et la princesse Gisèle de Saxe-Gessaphe sont les parents de quatre enfants :
1. Le prince Georg Philipp de Saxe-Gessaphe (né le 24 mai 1988 à Mexico)
2. Le prince Moritz Gabriel de Saxe-Gessaphe (né le 14 septembre 1989 à Mexico)
3. Le prince Paul Clemens de Saxe-Gessaphe (né le 23 mars 1993 à Mexico)
4. La princesse Maria Teresita de Saxe-Gessaphe (née le 7 juillet 1999 à Dresde), qui épouse civilement le 27 mai 2023, à Ivoy-le-Pré (Cher)[3], et religieusement le 23 septembre 2023, à la cathédrale de Dresde[3], le comte Béryl-Alexandre de Saporta (né le 13 mai 1999)[4].

## Pour approfondir